# Sch (lettre)
Pour les articles homonymes, voir Sch.
La lettre sch est une lettre additionnelle de l’alphabet latin, brièvement utilisée dans la proposition de réforme de l’orthographe allemande de Gustav Michaelis (de) de 1857 à 1864, remplaçant le trigramme ‹ sch › représentant une consonne fricative palato-alvéolaire sourde [ʃ]. Elle est composée d’un s long ‹ ſ › et d’un c culbuté ‹ ɔ ›, le c culbuté remplaçant le digramme ‹ ch › dans cette orthographe.

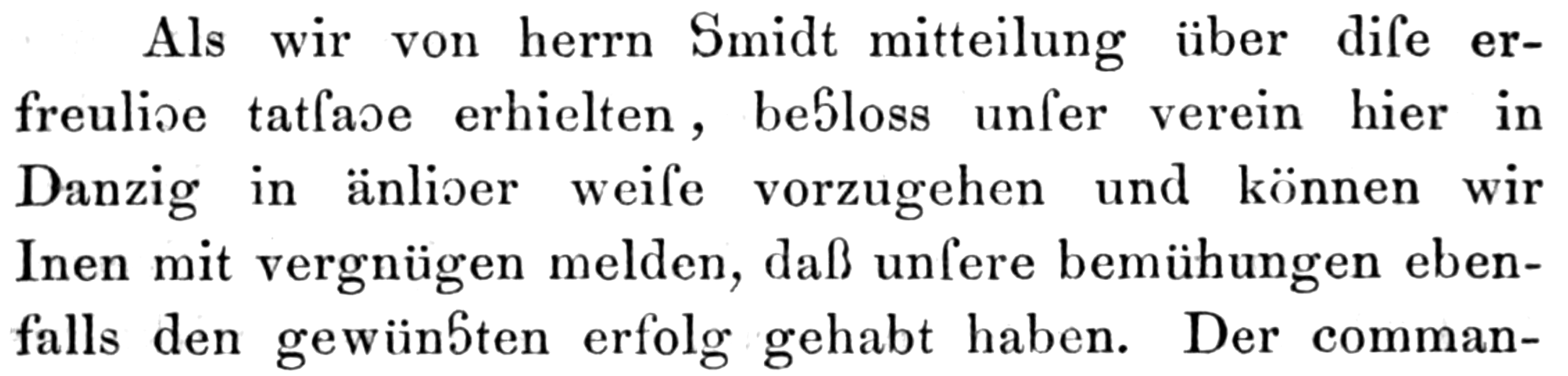
Texte avec la lettre sch et la lettre ch ‹ ɔ › dans le Zeitschrift für Stenographie und Orthographie, volume 10, 1862.